# Psolidocnus amokurae
Psolidocnus amokurae är en sjögurkeart som först beskrevs av Ole Theodor Jensen Mortensen 1925.  Psolidocnus amokurae ingår i släktet Psolidocnus och familjen korvsjögurkor. Inga underarter finns listade i Catalogue of Life.